# Domaine public maritime français
Pour les articles homonymes, voir DPM.

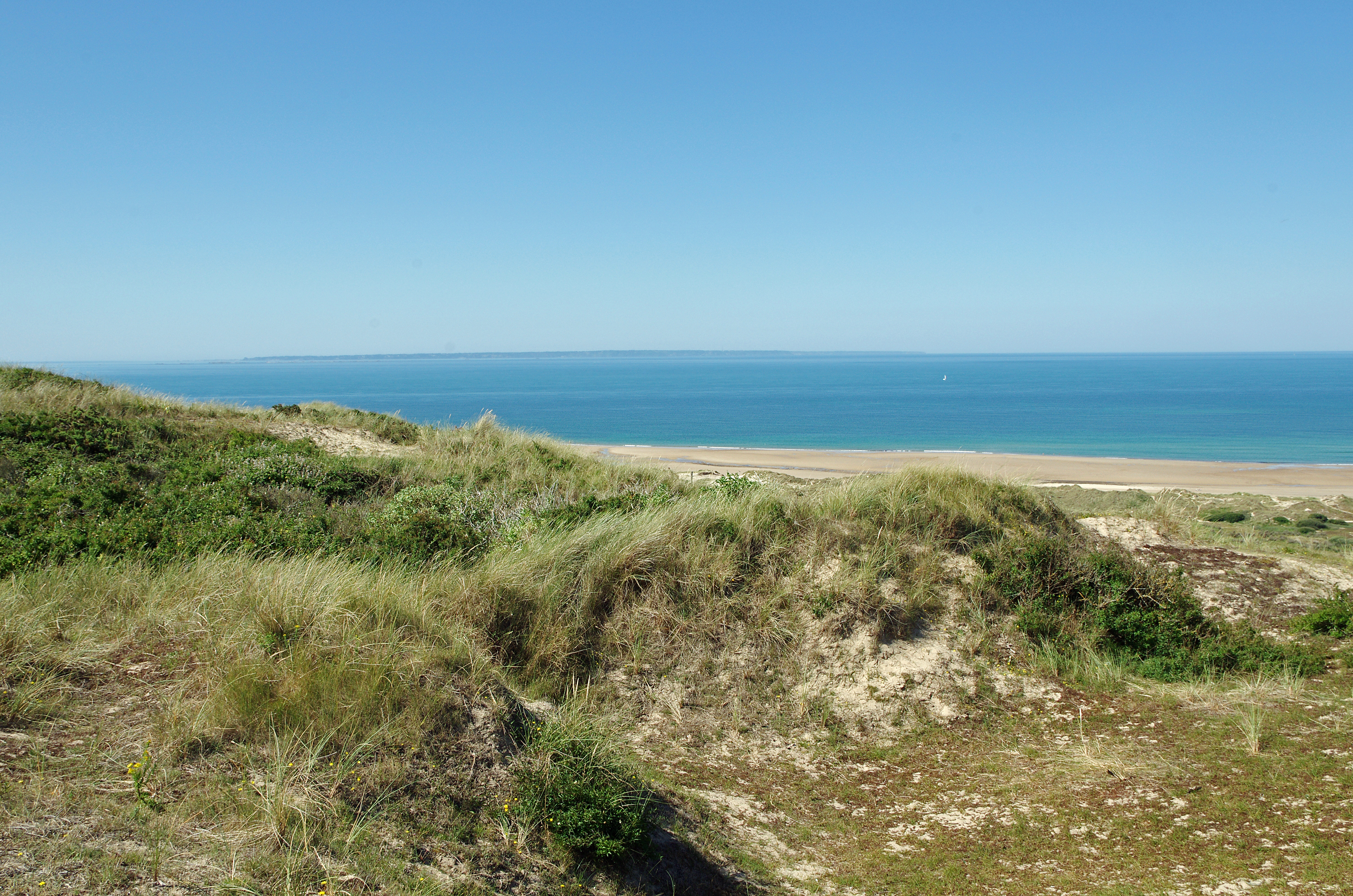
La Manche - Les Moitiers-d'Allonne - Manche (50) - Normandie

En France, le domaine public maritime (dit DPM) vise le régime juridique du sol (sables ou sédiments en général) et du sous-sol de l'estran, des eaux intérieures et de la mer territoriale, ainsi que des parties de l'ancien DPM qui se sont rehaussées au-dessus du niveau de la mer.

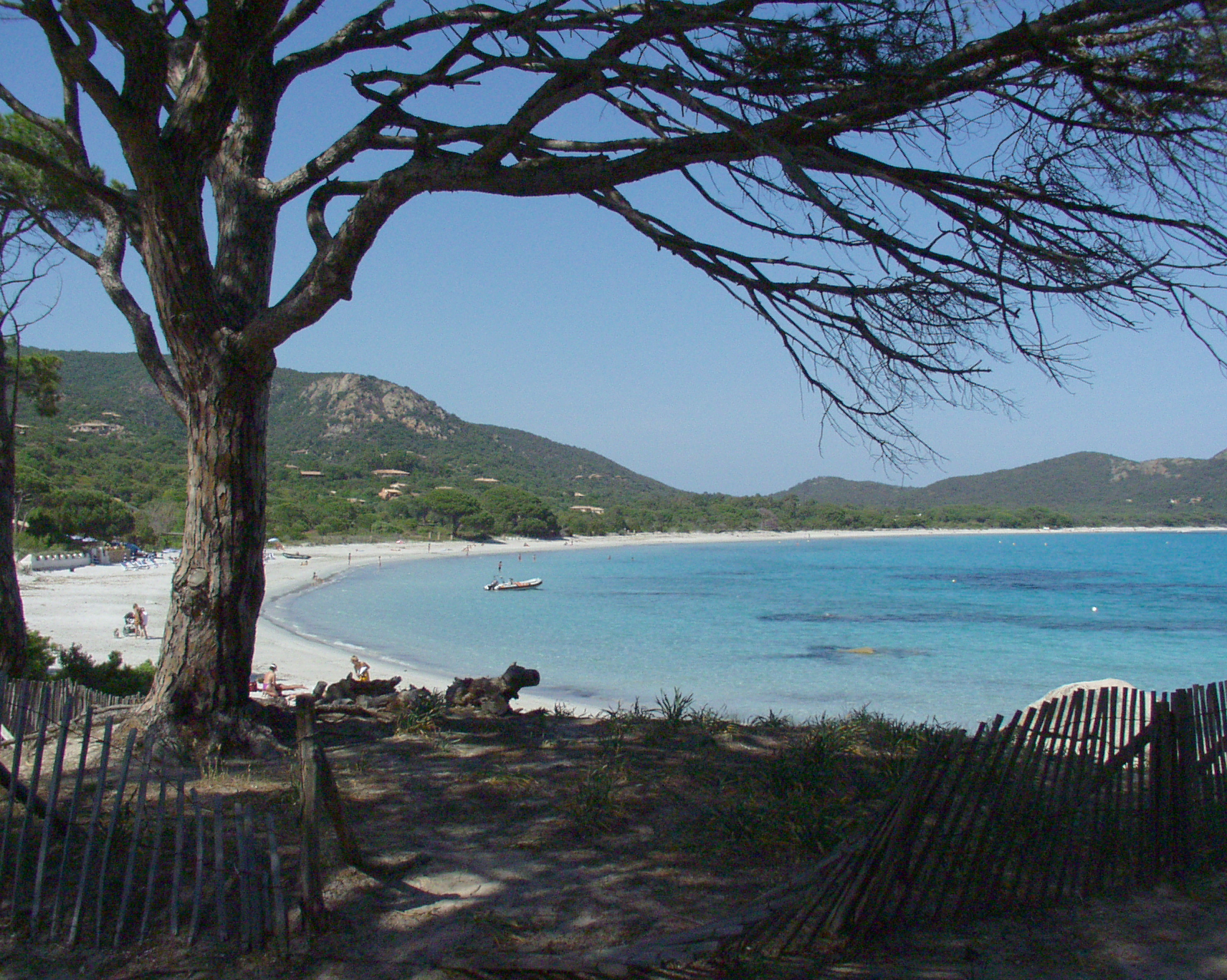
Palombaggia - Commune de Porto-Vecchio - Corse du Sud (2A)

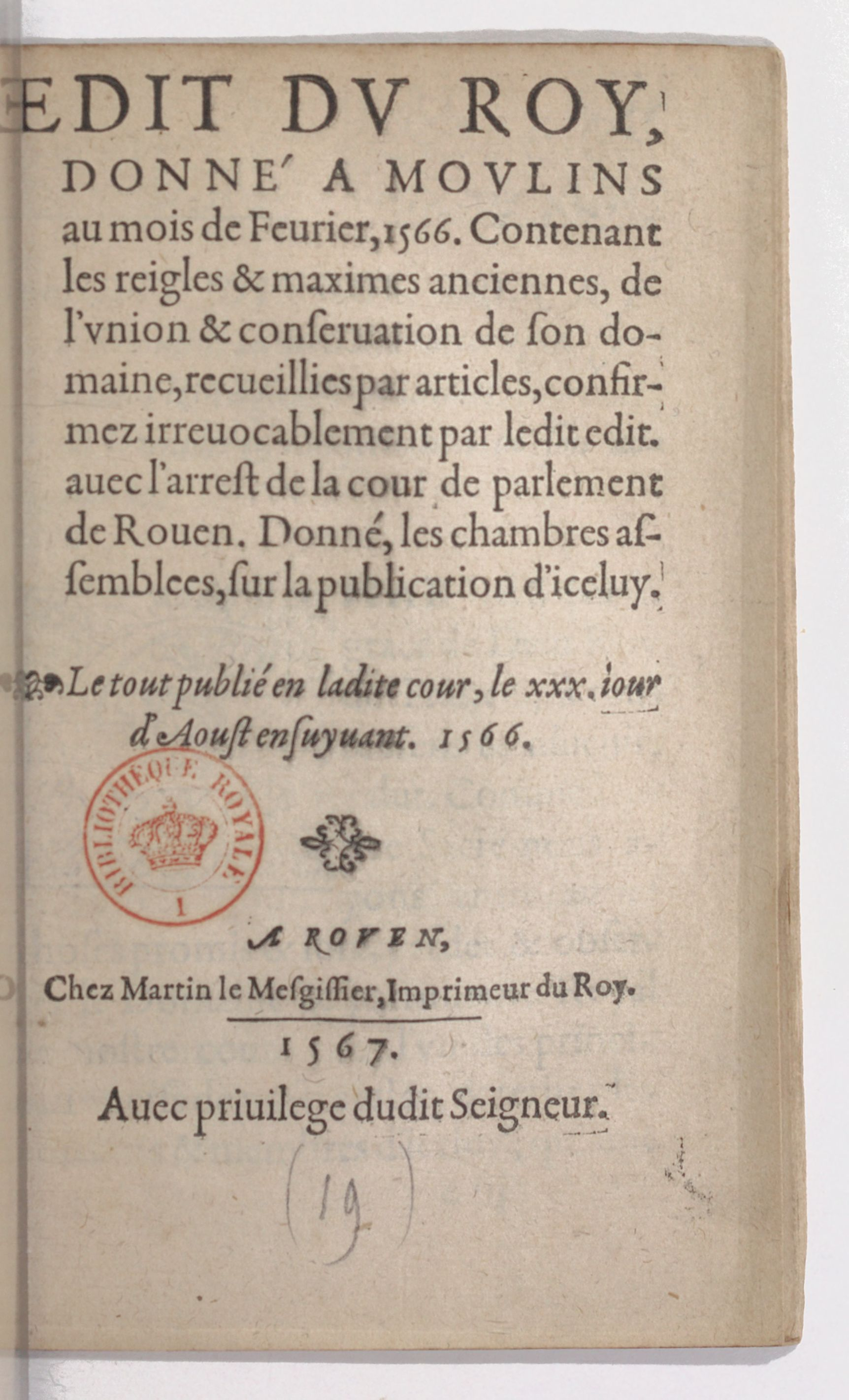
Edit de Moulins datant de 1566.

Le domaine public maritime naturel n'appartient pas au domaine public de la personne publique, car le domaine publique maritime naturel ne fait pas partie des biens immobiliers de l'état, l'état n'en est que le gestionnaire. Le DPM est tout d’abord défini par la Grande ordonnance de la Marine de Colbert en 1681, qui dispose que « sera réputé bord et rivage de la mer tout ce qu’elle couvre et découvre pendant les nouvelles et pleines lunes, et jusqu'où le plus grand flot de mars se peut étendre sur les grèves ». 
Il est constitué pour l’essentiel d’une partie naturelle et d’une partie artificielle. Il s'agit de la partie la plus vaste du domaine public, considéré comme un espace sensible et convoité. Espace sensible, il subit des atteintes d’activités humaines multiples, comme en témoigne le phénomène des marées noires ou le phénomène d’eutrophisation. 
Cet espace est très convoité, notamment du fait du commerce international et de la mondialisation. Encore aujourd’hui, de nombreux projets ont pour objectif, de fait, de l’accaparer, alors que sa conservation implique de concilier pour les générations futures ses différentes vocations d’usage et d’occupation. Il constitue, notamment avec les plages, la première destination touristique des français.

## Étendue du domaine maritime de la France
Par extension, l'expression domaine maritime dans une acception large désigne les espaces sous souveraineté ou sous juridiction française (ZEE), ainsi que les sols et sous-sols du fond de la mer (plateau continental) sur lesquels la France exerce des droits.
| Superficie de la France (terres émergées):   | 675 417 km2 environ dont 543 965 en France métropolitaine.                   |
| Plateau continental :                        | 20 450 km2 environ.                                                          |
| Zone économique exclusive (ZEE) :            | 10 263 100 km2 environ.                                                      |
| ...dont « métropolitaine » :                 | 340 290 environ.                                                             |
| Outre-mer :                                  | 9 922 810 km2 environ.                                                       |
| Longueur des côtes : (métropole uniquement): | 5 500 km (+/- selon la prise en compte de la fractalité des côtes rocheuses) |

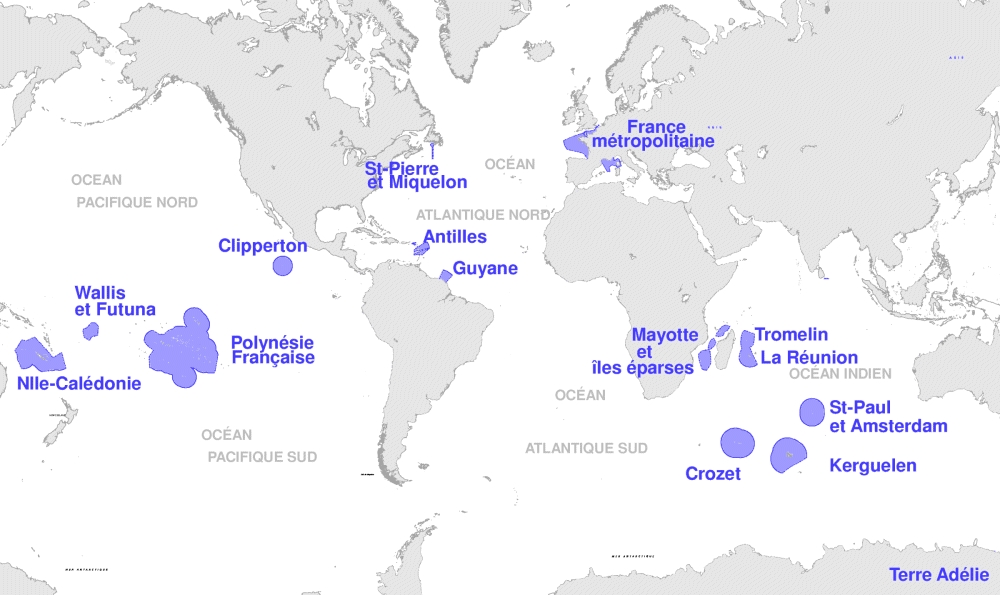
Carte de la ZEE française

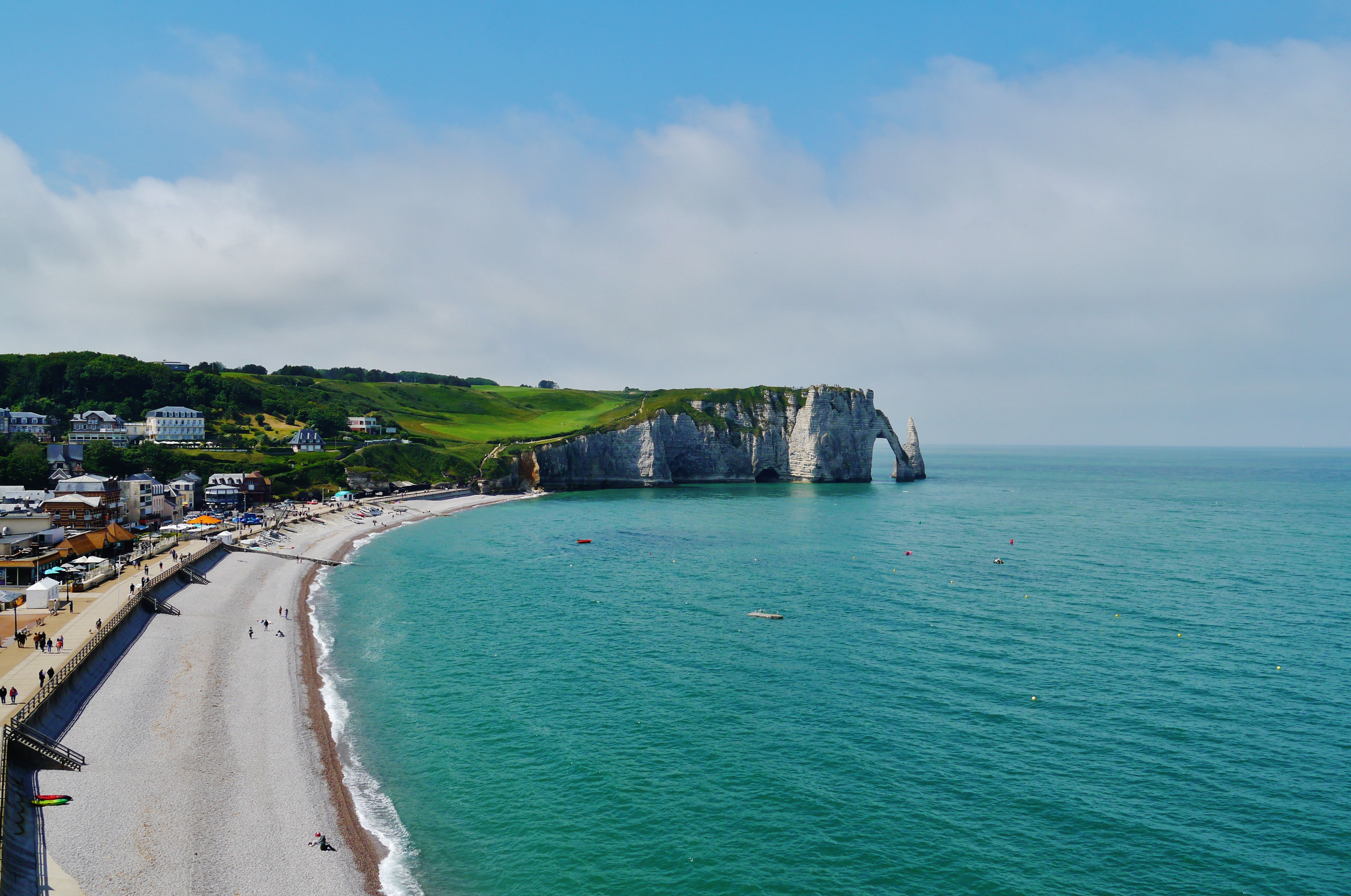
Les falaises d'Etretat - Seine Maritime (76) - Normandie

Par décrets datant du 25 septembre 2015, la France a étendu de près de 500 000 km2 son domaine sous-maritime sur la base de recommandations rendues par la Commission des limites du plateau continental de l'ONU, par extension du plateau continental au large de la Martinique et de la Guadeloupe, de la Guyane, de la Nouvelle-Calédonie et des îles Kerguelen.
Par décret, la France a étendu de près de 150 000 km2 son domaine sous-maritime, en janvier 2021.

### Perspectives d'ensemble
L'objectif du DPM est la protection de cet espace. Il s'agit ainsi de l'étendre au maximum pour le protéger, d’où le fait qu’il y ait différentes protections domaniales. 
L’incorporation de dépendances au domaine public maritime est dû aux phénomènes naturels d’inondation et de mouvements des eaux. Il n’est pas délimité par les propriétés privées. Cela explique donc que le propriétaire privé soit automatiquement dépossédé quand son terrain est recouvert d’eau. 

### Indemnisation dû aux expropriations de fait
Le propriétaire peut se voir indemniser quand l’avancée des eaux est une charge spéciale et exorbitante et que l’incorporation est dû à l’absence d’entretien mais également si cela est causé par la destruction d’ouvrages de protection construits par la personne publique. 
Cette règle est aujourd'hui présente dans les dispositions de la loi littoral du 3 janvier 1986empêche les propriétaires de construire dans une bande littorale de 100 m à partir du rivage. Dans une décision d'octobre 2016, la Cour Européenne des Droits de l'Homme estime que la perte de valeur induite par la perte de constructibilité éventuellement engendrée par la loi ne constitue pas un préjudice indemnisable dans le sens de l'article 1 du Protocole n°1 qui garantit le droit de propriété.

### Les modalités de la délimitation
Ces modalités sont détaillées par l’article L2111-5 du Code général de la propriété des personnes publiques (dit CGPPP). 
D’abord, il y a une enquête publique dirigée par un commissaire enquêteur. La délimitation se fait par arrêté préfectoral ou décret du Conseil d'État en cas d’avis défavorable du commissaire enquêteur. L’acte déposé est un acte administratif délimitant le rivage publié et notifié aux riverains qui ont une action en revendication de propriété dans un délai de 10 jours à compter de l’acte de délimitation. Ces éléments sont issues de la jurisprudence du Conseil d'Etat (dit CE) avec l'arrêt “Kreitmann” datant de 1973.

### La portée de l’acte de délimitation
L'acte de délimitation est un acte récognitif. Par conséquent, il ne crée pas de droit, il se borne à constater des faits préexistants. 
Dans le cadre d’une délimitation irrégulière, la contestation de l'acte de délimitation peut être faite par le biais d'un recours pour excès de pouvoir (dit REP) pour le faire annuler. Dans ce cas, les propriétaires lésés récupèrent la propriété de leur bien et sont indemnisés en cas de dommage. Pour cela ils s’adressent au juge judiciaire qui en appréciera la légalité. En droit français, ce dernier est le gardien de la propriété privée. 
Dans le cadre d’une délimitation régulière, la contestation n’engendre pas d’indemnité sauf si le propriétaire dépossédé tenait ses droits de l’administration ou si l’incorporation dans le domaine public n’est pas dû à un phénomène naturel mais dû à des travaux suivant la volonté de l’administration, ou dû à sa négligence.

## Généralités[9]
Le domaine public maritime relève du domaine de compétence de l'État, sous l'autorité du préfet de département territorialement compétent. Ce dernier exerce cette mission avec les directions départementales des territoires et de la mer (dit DDTM) en métropole ou des directions régionales de l’environnement, de l’aménagement et du logement (dit DREAL) et direction interrégionale de la Mer (dit DM) dans les outre-mer.
Le préfet maritime est compétent pour la réglementation, la conciliation des usages et l'action de l'État en mer sur les espaces maritimes, aériens et dans la colonne d'eau surjacente.
Des concessions d'occupation du domaine public peuvent être accordées par l'État pour certaines activités (conchyliculture, etc.). Il est théoriquement inconstructible, mais peut faire ponctuellement l'objet d'aménagements importants (curages, aménagements stabilisateurs, creusement de chenal, extension portuaire, extraction de matériaux...) qui nécessitent des autorisations et le cas échéant une étude d'impact, une enquête publique et d'éventuelles mesures conservatoires ou mesures compensatoires. Il est localement chassé (« chasse au gibier d'eau » pour laquelle le plomb dans les cartouches est interdit depuis 2006) ou utilisé pour la pêche (pêche à pied, pêche à la ligne, au lancer, etc.).
Écologiquement parlant, c'est une interface soumises aux marées où sont en jeu des phénomènes trophiques et fonctionnels très importants (un écotone du point de vue écopaysager). Les limites du DPM sont localement à mettre à jour périodiquement à cause du recul du trait de côte, qui pourrait être exacerbé par le dérèglement climatique et la montée des océans.
Une partie du DPM est juridiquement protégée et classée comme tel conformément à plusieurs directives européennes (Directive Oiseaux qui institue des ZPS et ZSC, Directive Natura 2000). Des réserves naturelles nationales peuvent s'y étendre et l'Agence des aires marines protégées y a installé et y prépare plusieurs parcs naturels marins.
Parmi les usages normaux du domaine public maritime entre lesquels l'administration est amenée à arbitrer, il est possible de citer l'usage balnéaire pour les plages ; l'accueil de cultures marines sur les espaces propices; l'implantation d'ouvrages portuaires, de sécurité maritime ; enfin le maintien comme espace naturel. 
Dans certains cas, des ouvrages peuvent être construits sur le DPM naturel, des plages ont pu être créées (plages artificielles). Même si l'ouvrage est bien artificiel, son fond reste en droit du DPM naturel.
Dans tous les cas, les implantations (ouvrages, installations, constructions,...) sur le domaine public maritime doivent être autorisées préalablement et le DPM naturel n’a pas vocation à recevoir des implantations permanentes, notamment sur les espaces balnéaires. 
Il convient donc de prévenir et de réparer les dommages causés au domaine public maritime tout en permettant son exploitation. 
La circulaire du 20 janvier 2012 relative à la gestion durable et intégrée du DPM naturel rappelle l’importance d'intégrer les enjeux environnementaux et paysagers lors de l'évaluation des demandes d’autorisation d’occupation ou d’utilisation du DPM naturel. Cette considération a été complétée avec la loi pour la reconquête de la biodiversité, de la nature et des paysages du 9 août 2016 qui oblige la prise en compte, selon un rapport de compatibilité, des objectifs environnementaux arrêtés dans le cadre des plans d’actions pour le milieu marin lors des prises de décisions concernant la gestion du domaine. La gestion du DPM naturel contribue donc aujourd'hui à la protection du bon état écologique du milieu marin.

## Définition juridique française
La Grande ordonnance de la marine est restée en vigueur jusqu'au 1er juillet 2006, remplacée alors par la loi no 63-1178 du 28 novembre 1963 relative au domaine public maritime. Depuis cette date, le DPM est codifié dans le Code général de la propriété des personnes publiques ( dit CGPPP), articles L2111-4 à L2111-6.

### Domaine public maritime naturel

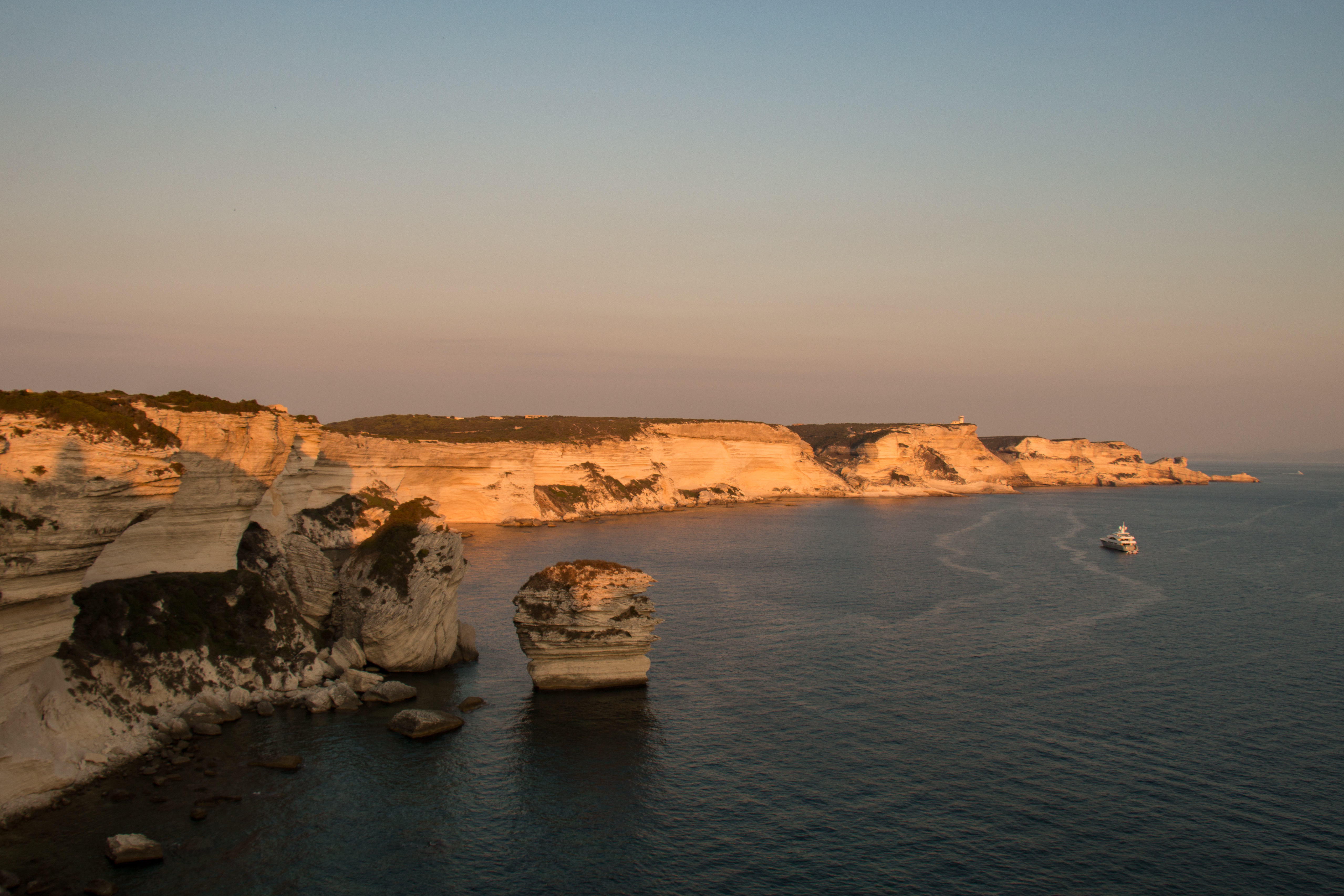
Les falaises de Bonifacio - Corse du Sud (2A)

L’article L2111-4 du CGPPP dresse une liste exhaustive des éléments composant le DPM naturel et se présente de la manière suivante : 
“Le domaine public maritime naturel de L'État comprend, selon l’article L2111-4 du CGCT, Le sol et le sous-sol de la mer entre la limite extérieure de la mer territoriale et, côté terre, le rivage de la mer. Le rivage de la mer est constitué par tout ce qu'elle couvre et découvre jusqu'où les plus hautes mers peuvent s'étendre en l'absence de perturbations météorologiques exceptionnelles;
Le sol et le sous-sol des étangs salés en communication directe, naturelle et permanente avec la mer;
Les lais et relais de la mer qui faisaient partie du domaine privé de l'État à la date du 1er décembre 1963, sous réserve des droits des tiers constitués à compter du 1er décembre 1963.
Pour l'application des a et b ci-dessus dans les départements de la Guadeloupe, de la Guyane, de la Martinique et de La Réunion, la date à retenir est celle du 3 janvier 1986;
La zone bordant le littoral définie à l'article L. 5111-1 dans les départements de la Guadeloupe, de la Guyane, de la Martinique et de La Réunion;
Les terrains réservés en vue de la satisfaction des besoins d'intérêt public d'ordre maritime, balnéaire ou touristique et qui ont été acquis par l'État.
Les terrains soustraits artificiellement à l'action du flot demeurent compris dans le domaine public maritime naturel sous réserve des dispositions contraires d'actes de concession translatifs de propriété légalement pris et régulièrement exécutés.”

#### Les différentes zones

##### Le sol et le sous-sol de la mer territoriale
Ces zones sont intégrées au domaine public maritime par la loi du 24 décembre 1971 relative à la délimitation des zones territoriales françaises avec le calcul de l’étendue de la mer territoriale (12 milles marins soit 22,224 km). 
La convention sur le plateau continental de Genève du 29 avril 1958 mentionne à l’article premier une liste de ce que comprend le sol et le sous-sol de la mer territoriale, comme le fond de la mer.

##### Les rivages de la mer

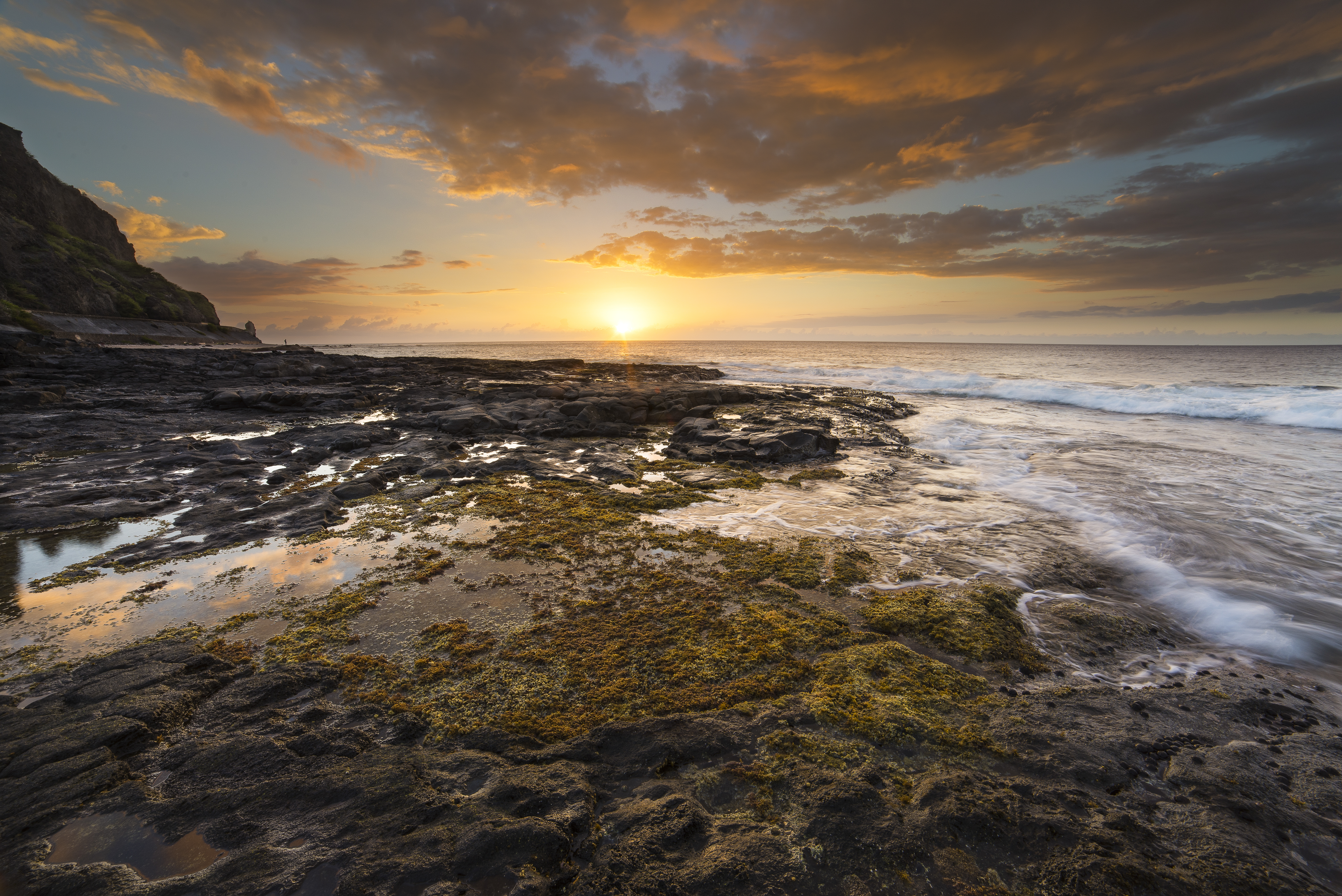
Cap la Houssaye - île de la Réunion

L'arrêt du CE, "Kreitman" de 1973 (précité) donne la définition du rivage : “ Tout immeuble mouillé par les plus hauts flots de la mer tombe dans le domaine public maritime naturel et donc devient propriété de l’État, à moins que les flots n’aient atteint le bien lors de tempête exceptionnelle”. Donc, si une propriété privée est en bord de mer, que le niveau de la mer monte, la propriété privée est perdue car son bien devient un élément du rivage et sans la moindre procédure d’enquête publique et sans indemnisation, il s’agit d’une expropriation du fait de la loi.
Selon le Conseil Constitutionnel, cette expropriation de fait, sans indemnisation, est conforme à l’article 17 de la Déclaration des Droits de l’Homme et du Citoyen (DDHC) qui consacre le droit de propriété comme “étant un droit inviolable et sacré”. Voir en ce sens la Question Prioritaire de Constitutionnalité du Conseil Constitutionnel "SCI Pascal" datant du 24 mai 2013. 

##### Sol et sous-sol des étangs salés
Un étang salé est un étang communiquant directement avec la mer par le biais d’une issue étroite, étant une prolongation et une partie intégrante formée des mêmes eaux, peuplée des mêmes ressources aquatiques de manière permanente. A contrario, si la communication entre la mer et l’étang est rompu, l’étang sort du domaine public. Cette définition est notamment rappelée par un jugement du Tribunal Administratif de Pau le 29 Janvier 2016. 

##### Lais et relais
Les lais sont des dépôts alluvionnaires déposés par la mer au-dessus du niveau atteint par le plus haut flot.
Les relais sont les terrains recouverts par les plus hauts flots où la mer s’est retirée.

### Domaine public maritime artificiel
L’article L.2111-6 du CGPPP définit, quant à lui, le domaine public maritime artificiel. Cet article dispose que : 
“Le domaine public maritime artificiel est constitué:
1° Des ouvrages ou installations appartenant à une personne publique mentionnée à l'article L. 1, qui sont destinés à assurer la sécurité et la facilité de la navigation maritime;

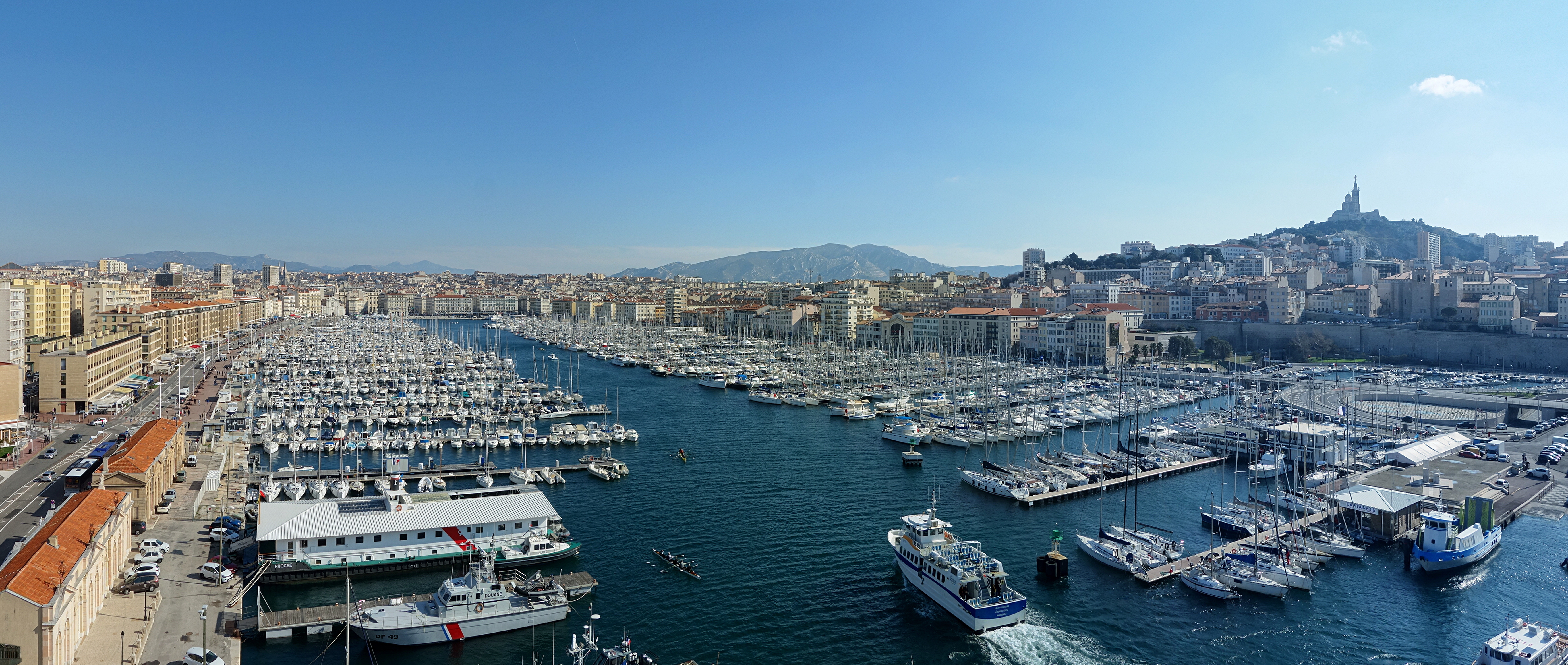
Le Vieux-Port - Marseille - Bouches du Rhône (13) - Provence-Alpes-Côte d'Azur

2° A l'intérieur des limites administratives des ports maritimes, des biens immobiliers, situés en aval de la limite transversale de la mer, appartenant à l'une des personnes publiques mentionnées à l'article L. 1 et concourant au fonctionnement d'ensemble des ports maritimes, y compris le sol et le sous-sol des plans d'eau lorsqu'ils sont individualisables.”
Il comprend tous les accessoires du domaine public maritime comme les ports. 
Une proposition de loi a été faite et adoptée en 2016 pour reconnaître le trait de côte et concernant l’adaptation des territoires littoraux au changement climatique. 

## La gestion du domaine public maritime
Le domaine maritime naturel appartient à l’État et l’artificiel soit à l’État soit aux Collectivités territoriales ou aux établissements publics.

## Régime juridique

### Les principes généraux[21]
Le domaine public maritime est au cœur des politiques intégrant la préservation de l’environnement et l’aménagement du territoire. Son usage est public, mais il peut être modifié sous certaines conditions. Le cordon littoral est particulièrement convoité. Relativement préservé en Corse, il doit aujourd’hui être géré à travers le triple prisme du développement durable : économie, préservation de la biodiversité, aspirations sociales.  
Les modalités de gestion du DPM s'effectuent par une gestion en régie directe par l’État, notamment le DPM naturel. Cependant, la gestion de tout ou partie du domaine peut être déléguée à une collectivité ou un organisme.   
Pour l'essentiel, ces principes ont été repris dans la loi du 3 janvier 1986 relative à l'aménagement, la protection et la mise en valeur du littoral, dont l'article 25 (article L.2124-1 du CGPPP), applicable aussi bien au domaine public artificiel que naturel, impose de tenir compte de "la vocation des zones concernées, et de celles des espaces terrestres avoisinants, ainsi que des impératifs de préservation des sites et paysages du littoral et des ressources biologiques". Cet article impose en outre une enquête publique dès lors qu'est prévu un changement substantiel dans l'utilisation du DPM.
Pour arbitrer entre les préoccupations légitimes concurrentes, la loi a prévu un outil destiné à préciser en amont les vocations prioritaires des espaces concernés, afin de résoudre au mieux les éventuels conflits d'usage : les schémas de mise en valeur de la mer (dit SMVM).
Le domaine public maritime est également protégé par les principes classiques du domaine public depuis l’Édit de Moulins de 1566 : le principe d'inaliénabilité et d’imprescriptibilité prévus par l’article L.3111-1 du CGPPP.
Le principe d’inaliénabilité interdit toute vente ou cession d’un bien du domaine public non déclassé. Ce principe à valeur législative. Le principe d’imprescriptibilité interdit toute appropriation du domaine public par une occupation prolongée, peu importe la durée de la détention du bien public. Ce principe ne fait pas l’objet d’aménagement, le législateur n’a pas prévu de modulation.
Le Conseil Constitutionnel, dans une Décision no 2018-743 QPC du 26 octobre 2018, Société Brimo de Laroussihle, reconnait la conformité de ces principes à la Constitution de 1958.
Il est néanmoins possible de contourner l’application de ce régime de protection en déclassant les biens du domaine public. Pour le domaine public naturel il est nécessaire d’adopter une loi de déclassement car il ne fait pas l’objet d’une affectation spéciale ni d’aménagements spéciaux. Ce régime de protection est donc très fort et s’inscrit dans la durée.
Les principes devant guider cette gestion ne sont pas les mêmes selon qu'il s'agit du domaine artificiel ou naturel.

#### Le domaine public naturel
Le DPM naturel répond au contraire à un principe fondamental et ancien, celui du libre usage par le public pour la pêche, la promenade, les activités balnéaires et nautiques. 

#### Le domaine public artificiel

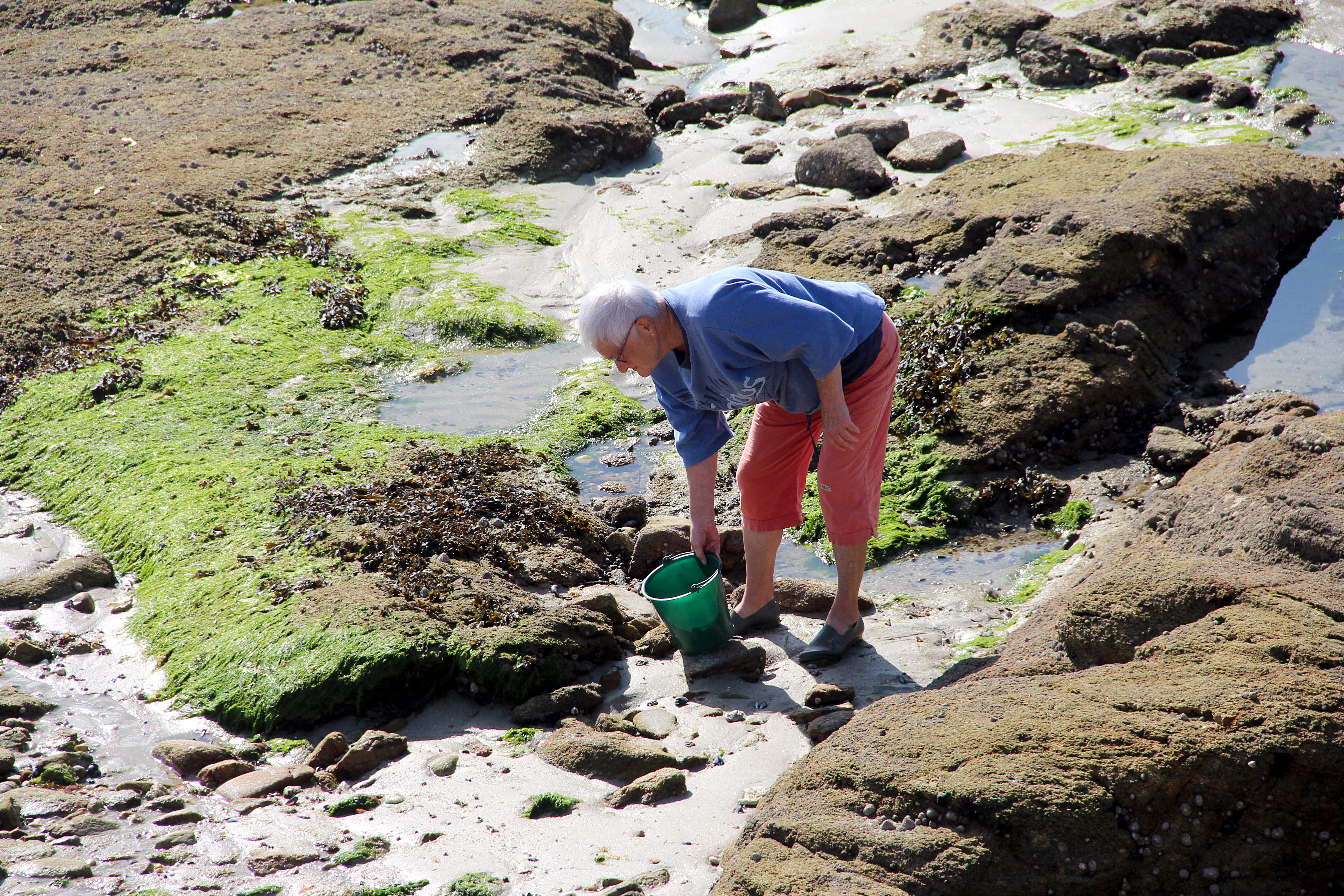
Un pêcheur pratiquant la pêche à pied à Larmor-plage - Morbihan (56) - Bretagne

Le DPM artificiel a été généralement aménagé pour mettre en valeur le littoral : toute décision qui favorise cette mise en valeur contribue donc à la réalisation de la vocation du domaine. Ainsi, les ports maritimes sont aménagés pour recevoir les navires et permettre l'embarquement et le débarquement des marchandises, du poisson ou des passagers, ce qui nécessite de multiples services annexes à cette activité de transit et qui participent à ce service. 
Une telle utilisation du domaine suit donc des impératifs économiques et commerciaux, et les règles de gestion doivent viser à la meilleure utilisation économique du domaine ainsi aménagé, ce qui peut justifier d'importantes occupations privatives s'accompagnant d'un régime de redevance lié à l'activité apportée, de la reconnaissance de « droits réels » à l'occupant depuis la loi du 25 juillet 1994, et même de la fermeture d'une partie du domaine au public.

## La protection du domaine public maritime
La protection du domaine public est une obligation constitutionnelle pour l’État et s’exerce notamment à travers la procédure de la contravention de grande voirie, (dit CGV) prévue aux articles L2132-2 du CGPPP et L774-1 et suivants du code de justice administrative (dit CJA).

### Au regard du droit de l’urbanisme
Il existe une protection par le droit de l’urbanisme avec la Loi littoral du 3 janvier 1986 codifiée aux articles L121-1 et suivants et R121-1 et suivants du Code de l'urbanisme,. Elle interdit de construire dans les 100 mètres autour du rivage, conformément à la règle de la "bande des 100 mètres" présente aux dispositions de l'article L121-16 du Code de l'urbanisme. 
Le conservatoire du littoral a un droit de préemption au profit de l’État car c’est un service public. Pour la mer, son pouvoir de contrôle et de protection s’étend sur 300 mètres depuis le rivage.

### Les autorisations d’occupation temporaire du domaine public maritime[32]
Les occupations du domaine public maritimes sont régies par l’article L2122-1 du CGPPP, qui dispose que : "nul ne peut, sans disposer d’un titre l’y habilitant, occuper une dépendance du domaine public (...)".
Les autorisations d’occupation temporaire du domaine public maritime se présentent sous la forme d’un arrêté préfectoral qui est délivré au pétitionnaire après instruction du service gestionnaire du domaine public maritime de la Direction Départementale des Territoires et de la Mer de la Corse du Sud (2A).

### Les contraventions de grande voirie[34]

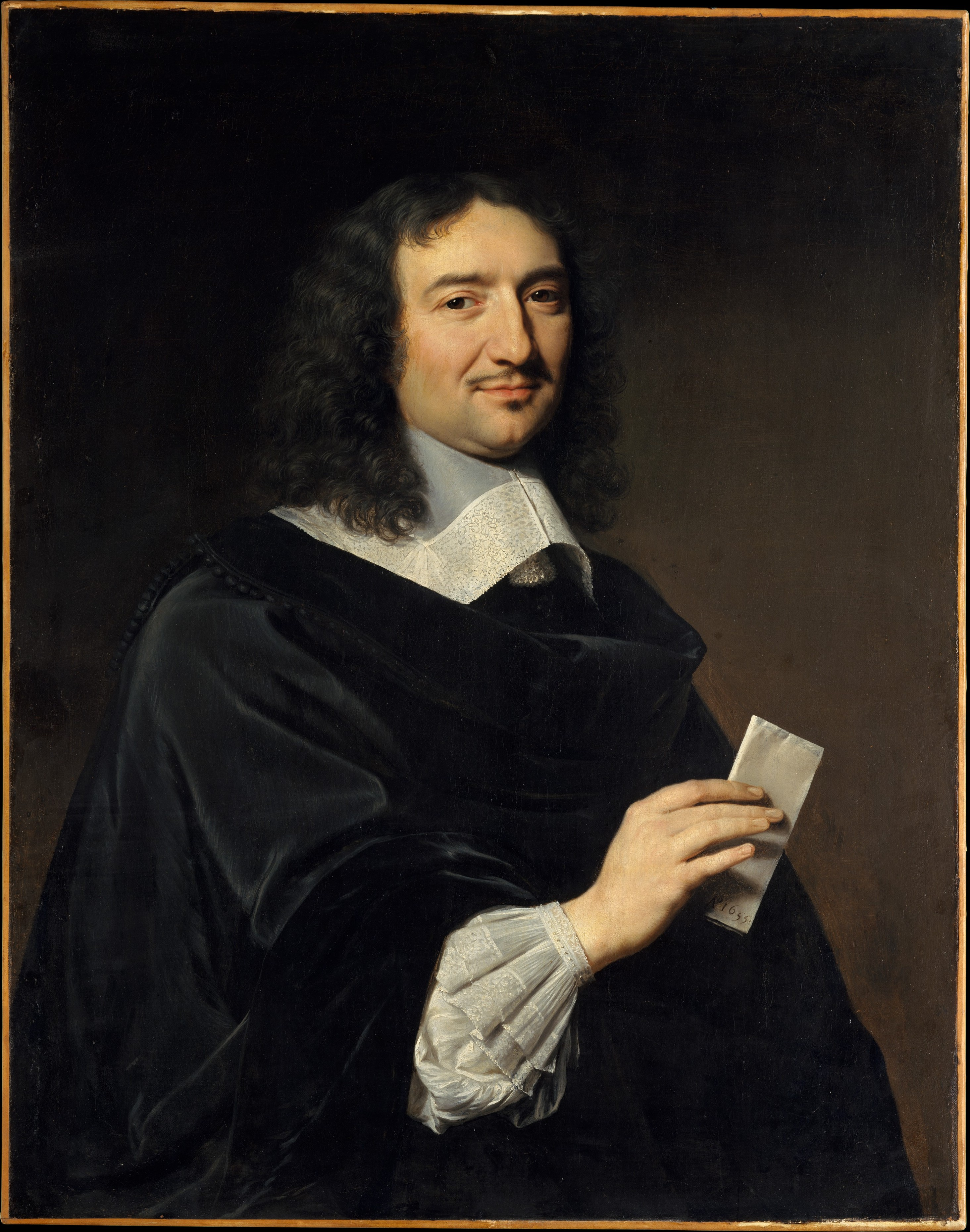
Portrait de Colbert, par Philippe de Champaigne (1655).

L'origine des contraventions de grande voirie est ancienne et remonte à la Grande ordonnance de la Marine de Colbert en 1681. A cette époque, l'objectif était de garantir la bonne circulation des bateaux sur le domaine public maritime. 
Les faits constitutifs d’une contravention de grande voirie, sur le domaine public maritime, sont définis par l’article L2132-3 du CGPPP, qui dispose que « Nul ne peut bâtir sur le domaine public maritime ou y réaliser quelque aménagement ou quelque ouvrage que ce soit sous peine de leur démolition, de confiscation des matériaux et d’amende. Nul ne peut en outre, sur ce domaine, procéder à des dépôts ou à des extractions, ni se livrer à des dégradations.» 
Ces infractions sont, en application du décret no 2003-172 du 25 février 2003, punies de la peine d’amende prévue par l’article 131-13 du Code pénal pour les contraventions de la 5e classe et en cas de récidive, par les peines d’amende prévues pour la récidive des contraventions de la 5e classe (articles 132-11 et 132-15 du code pénal). L’amende est applicable autant de fois qu’il y a de contrevenants.
La procédure de contravention de grande voirie est donc à la fois une procédure « pénale » qui obéit aux grandes règles du droit pénal français, mais aussi une procédure « domaniale », fondée sur les principes généraux de la domanialité publique.

## Perspectives
À la suite de l'apparition d'enjeux climatiques et écologiques particuliers sur le littoral, et à la suite de l'émergence d'une stratégie marine européenne, initiée par un livre vert, puis un livre bleu et l'élaboration plus concrète d'une stratégie maritime européenne, à la suite des engagements internationaux de la France (via la Commission OSPAR et la Convention de Londres notamment), et à la suite du Grenelle de l'environnement (lancé en 2007) le statut du DPM pourrait - au moins localement - évoluer dans les prochaines années.
En France, un Grenelle de la mer a rendu en juin 2009 ses propositions dont plusieurs portent directement sur le DPM, présenté comme une faisant partie de l'importante « charnière » entre la terre et la mer que constitue le littoral.
- La « Proposition 12 » vise à créer un « fonds national (fonds BAYLIMER) » qui serait notamment affecté à sa gestion durable et à sa protection. « Des contrats de projets BAYLIMER permettant de mutualiser et mobiliser des moyens propres » (proposition 13).
- Un « plan d’action pour la valorisation du paysage littoral et marin » (Proposition 49) permettrait que les aménagements du DPM soient mieux intégrés dans le paysage littoral.
- La « Proposition 51 » est : « Définissons une stratégie nationale de gestion durable et intégrée du domaine public maritime. Elle comprendra notamment la publication des listes des ayants droit et des demandes d’accès au DPM, la définition des modalités de démolition des constructions illicites existantes et si nécessaire de restauration des milieux. 
Mettons en place d’un Programme national d'entretien du Domaine Public Maritime et de lutte contre les espèces invasives, notamment crépidules, massifs huitriers, certaines algues, etc. »
- La « Proposition 52 » vise une meilleure gestion du DPM : « poursuivons la stratégie nationale visant au développement de l'affectation / attribution de portions du domaine public maritime au Conservatoire du littoral On considérera les interfaces « terre – mer » et « eau douce – eau salée » comme des écosystèmes et des infrastructures socio-économiques, indissociables. Dans cet esprit, on soulignera l’intérêt de renforcer la mise en place, sur ces portions de littoral, d’une gestion intégrée et durable des activités se déroulant à terre comme en mer »

Le changement climatique est responsable de la fonte des glaciers et des calottes glaciaires aux pôles ce qui entraîne mécaniquement le réchauffement des océans ainsi que l’élévation du niveau de la mer.
L’Observatoire national sur les effets du réchauffement climatique (dit ONERC) a calculé que d’ici 2100 cette élévation sera comprise entre 40 cm et 100 cm sur le littoral en France. Si l’estimation basse est atteinte, de nombreux territoires seront submergés. 